# 하동시외버스터미널
하동시외버스터미널은 경상남도 하동군 하동읍 중앙로 12 (읍내리 332-22번지)에 위치한 버스터미널이다. 2019년 10월 1일부터 하동역앞으로 이전하며 운영은 하동농어촌버스를 담당하는 선진교통이 담당한다.
1973년 10월 20일에 터미널 면허를 받아 운영하기 시작했으며, 대성산업(주)에서 운영하고 있다.

## 하동

### 시외버스
| 방면        | 행선지                                               |
| ----------- | ---------------------------------------------------- |
| 수도권 방면 | 경남하동                                             |
| 호남권 방면 | 부산                                                 |
| 영남권 방면 | 진주, 전도, 악양, 곤양, 의신, 진교, 쌍계사, 부산서부 |